# Crook Beck (River Wenning)
Der Crook Beck ist ein Fluss in North Yorkshire. Der Crook Beck entsteht westlich des Ortes Newby und östlich von Ingleton. Der Fluss fließt in einer generell südöstlichen Richtung südlich an Newby und Clapham vorbei bis zu seiner Mündung in den River Wenning östlich von Clapham Station.